# ستان موريسون
ستان موريسون (15 أكتوبر 1939 في الولايات المتحدة - ) (بالإنجليزية: Stan Morrison)‏ هو مدرب كرة سلة ولاعب كرة سلة أمريكي في مركز الوسط.

## وصلات خارجية
- ستان موريسون على موقع كلية كرة السلة في سبورتس رفرنس.كوم (الإنجليزية)
- ستان موريسون على موقع كلية كرة السلة في سبورتس رفرنس.كوم (الإنجليزية)